# Hungnam
Hŭngnam (Koreaans: 흥남구역) is een stad in Noord-Korea. De stad heeft ongeveer 350.000 inwoners en is een havenstad.

## Geografie

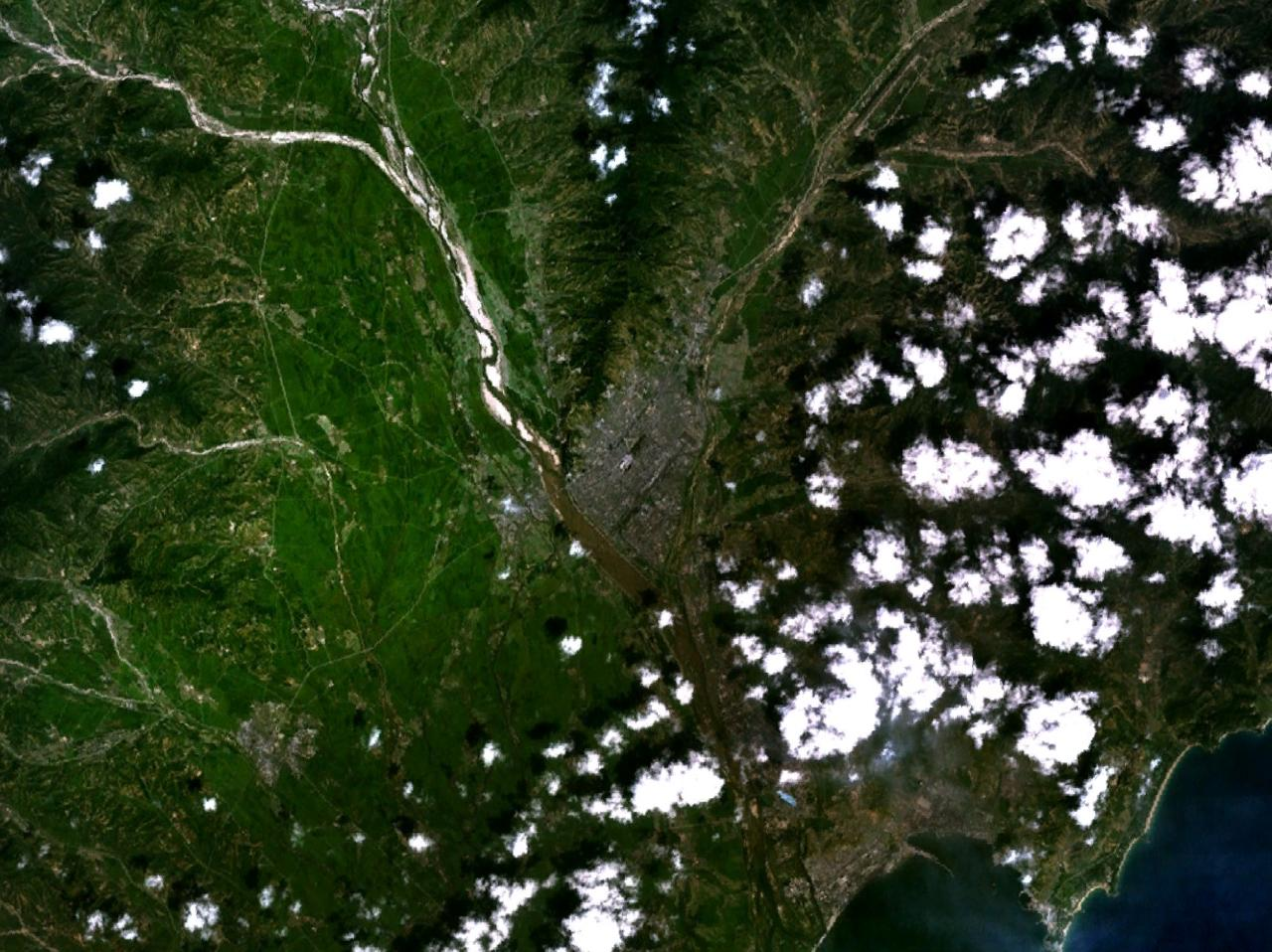
Satellietfoto Hŭngnam, ten noorden ervan ligt Hamhŭng

Hŭngnam ligt aan de oostkust van de provincie Hamgyŏng-namdo, aan de Japanse Zee, ongeveer 13 kilometer ten zuiden van de stad Hamhŭng. In 2005 werd de stad bestuurlijk onder de naam Hŭngnam-kuyŏk bij Hamhŭng gevoegd maar geografisch is het een zelfstandige vestiging.

## Geschiedenis
In het begin van de jaren 1940 stond in Hŭngnam de eerste cyclotron van Azië. Deze werd als onderdeel van het toenmalige Japanse kernwapenprogramma gebouwd. Na de capitulatie van Japan in 1945 nam de Sovjet-defensie de deeltjesversneller over.
Als gevolg van de Slag om het Choisinreservoir tijdens de Korea-oorlog, lukte het de communistische troepen in december 1950 onder zware verliezen de VN-troepen terug te dringen. Ze trokken zich terug op het bruggenhoofd Hŭngnam. Via de haven van de stad vond een van de grootste evacuaties van VN-troepen en Noordkoreaanse burgers van de Korea-oorlog plaats. Ongeveer 100.000 soldaten met materieel plus 100.000 burgers werden gedurende enkele weken op vracht- en marineschepen naar Busan en andere bestemmingen in Zuid-Korea getransporteerd.

## Economie
In de stad bevinden zich ondernemingen op het gebied van aluminiumverwerking, machinebouw, textiel- en chemische industrie. Het Vinalon-Werk „8. Februar“, waar de kunstvezel "vinalon" wordt gemaakt, is een van de grootste ondernemingen. Voorts is er een kunstmestfabriek, die ook gebruikt zou zijn om chemische wapens te produceren. In de omgeving van Hŭngnam zijn een aantal steenkoolmijnen en een kernenergie-centrale.
In de stad is het "Hungnam Chemisch College" gevestigd, ook zijn er andere vakopleidingen en bibliotheken.